# Цепкохвостый ботропс Шлегеля
Цепкохвостый ботропс Шлегеля (лат. Bothriechis schlegelii) — ядовитая змея из подсемейства ямкоголовых, обитающая на деревьях в тропических лесах Центральной и Южной Америки. Видовое название дано в честь немецкого зоолога Германа Шлегеля (1804—1884).

## Внешний вид
Длина тела взрослых особей достигает 50—65 см (редко до 80 см). Наблюдается половой диморфизм — самки крупнее самцов. Голова короткая, широкая. Глаза большие, зрачки вертикальные. Над глазами торчит пара коротких рожков, образованных выступающими надглазничными чешуйками. Хвост умеренно длинный, цепкий. Кожа зелёного цвета с ячеистым рисунком из узких красно-бурых полос. Кончик хвоста окрашен в светло-красный цвет. Окраска также может быть зелёной или коричневой с тёмными точками, однотонно ржаво-оранжевой или жёлто-оранжевой.

## Распространение
Обитает в Центральной и Южной Америке от южной Мексики до северного Перу. Известна одна неподтверждённая находка из Венесуэлы, но в настоящее время считается, что в этой стране вид отсутствует.

## Образ жизни
Любит влажные тропические леса. Встречается на высоте до 2650 м над уровнем моря. День проводит, лёжа на ветвях или свешиваясь с них, держась лишь на кончике цепкого хвоста. В таком висячем положении способен наносить укусы, свернувшись в воздухе в несколько колец и выбрасывая вперёд переднюю часть тела. С наступлением темноты становится активной и ловко лазает по ветвям в поисках добычи. Питается мелкими млекопитающими, лягушками, ящерицами и спящими птицами. Известны случаи каннибализма. В качестве приманки использует яркий кончик хвоста.
Это яйцеживородящая змея. Период беременности длится от 4 до 5 месяцев. Самка рожает от 2 до 20 детёнышей длиной 10—20 см.